# Мадагаскар на Светском првенству у атлетици на отвореном 2015.
Мадагаскар је учествовао на Светском првенству у атлетици на отвореном 2015. одржаном у Пекингу од 22. до 30. августа петнаести пут, односно учествовао је на свим првенствима до данас. Репрезентацију Мадагаскара представљала је 1 атлетичарка која се такмичила у трци на 1.500 метара.,.
На овом првенству такмичарка Мадагаскара није освојила ниједну медаљу али је остварила најбољи лични резултат сезоне.

## Учесници
Жене:
- Eliane Saholinirina — 1.500 м

## Резултати

### Жене
| Атлетичарка         | Дисциплина | Лични рекорд | Квалификација | Квалификација | Полуфинале            | Полуфинале            | Финале                | Финале       | Детаљи |
| Атлетичарка         | Дисциплина | Лични рекорд | Резултат      | Место         | Резултат              | Место                 | Резултат              | Место        | Детаљи |
| ------------------- | ---------- | ------------ | ------------- | ------------- | --------------------- | --------------------- | --------------------- | ------------ | ------ |
| Eliane Saholinirina | 1.500 м    | 4:15,64 НР   | 4:19,54 ЛРС   | 12. у гр. 1   | није се квалификовала | није се квалификовала | није се квалификовала | 32 / 34 (35) |        |